# Яманташ
Яманташ — река в России, протекает по территории Баймакского района Башкортостана. Устье реки находится в 8,7 км по левому берегу реки Магаш. Длина реки — 11 км

## Данные водного реестра
По данным государственного водного реестра России относится к Уральскому бассейновому округу, водохозяйственный участок реки — Сакмара от истока до впадения реки Большой Ик, речной подбассейн реки — Подбассейн отсутствует. Речной бассейн реки — Урал (российская часть бассейна).